# The Peanuts
The Peanuts (ザ・ピーナッツ Za Pīnattsu?) fue un grupo vocal japonés compuesto por dos hermanas gemelas: Emi Itō (伊藤エミ Itō Emi?) y Yumi Itō (伊藤ユミ Itō Yumi?). Fueron especialmente conocidas por sus actuaciones durante la década de los años 1960 y 1970, siendo consideradas unas de las primeras artistas del género J-POP.

## Carrera
Las gemelas nacieron en Tokoname, prefectura de Aichi, el 1 de abril de 1941. Poco después de su nacimiento, la familia se trasladó a Nagoya. Su carrera musical empezó a finales de los años 1950.
Durante sus primeros años interpretaron versiones japonesas de normas, hitos extranjeros y canciones folk japonesas; fue entonces cuando comenzaron a cantar originales escritos por su productor, Hiroshi Miyagawa, y por compositores como Koichi Sugiyama y Rei Nakanishi. En el ámbito musical destacaron tres canciones interpretadas por elas: Furimukanaide (1962), Koi no Vacance (1963) y Koi no Fuga (1967). Más adelante se embarcaron en una breve carrera como actrices, especialmente conocidas por su participación en películas como Mothra (1961), Mothra vs. Godzilla (1964) y San Daikaijū: Chikyū Saidai no Kessen (1964). Incluso llegaron a protagonizar en 1962 una comedia musical que relataba su propia carrera como cantantes, Watashi to Watashi. Durante los años 1960 The Peanuts particiaron en televisión en numerosos shows musicales organizados por la empresa de radiodifusión pública, NHK. Tras el éxito alcanzado por Mothra fuera de Japón, las gemelas llegaron a participar en varios shows de Estados Unidos, como The Ed Sullivan Show, donde tuvieron un gran éxito.
El dúo es recordado especialmente por sus versiones de canciones europeas y por algunas canciones japonesas célebres como "Furimukanaide". Su estilo interpretativo tuvo mucho éxito en gran medida por ser gemelas monocigóticas con voces apenas ligeramente separadas en el timbre (haciendo un sonido dual como solista usando la reverberación). The Peanuts se retiró de los escenarios en 1975, después de que Mie contrajera matrimonio con un cantante.